# Rebelión de Escalada
La Rebelión de Escalada fue un conflicto bélico contextualizado entre las luchas del centralismo-federalismo de la primera mitad del siglo XIX durante la administración de Antonio López de Santa Anna. 

## Rebelión
El general Ignacio Escalada, en ese entonces comandante de la plaza militar de Michoacán, se alzó en armas el 23 de mayo de 1833 en defensa de la religión y fueros eclesiásticos. Su movimiento era claramente motivado en contra de Valentín Gómez Farías, los progresistas y el Congreso. 
Santa Anna nunca dio importancia a esta rebelión por lo lejano del terreno, ordenando al general Antonio Angón que saliera a combatirlo. Angón se posesionó fácilmente de Morelia, sofocando la lucha armada; sin embargo, ya que Escalada era un instrumento del grupo político que así mismo hacia llamarse centralista, al fracaso michoacano contestó otro pronunciamiento tardío de soldados en Tlalpan y Chalco. Al término de la Rebelión de Escalada, días después la Rebelión de Durán convulsionaría de nueva cuenta al país.